# Julia Filardi
Julia Zampieri Filardi (Bauru, SP, 1978) é uma artista plástica e fotógrafa brasileira.
Julia foi criada em um ambiente artístico; sua avó, Myriam Samson (1997-2011), era uma pintora naïf, seu pai era músico e sua mãe era professora de arte e piano. Iniciou sua formação em desenho artístico e pintura aos 14 anos. Em 2002, mudou-se para Londrina, onde aperfeiçoou suas habilidades em técnicas acadêmicas de pintura com o pintor e escultor David Wang. Participou de cursos de pintura na Escola de Artes Visuais do Parque Lage, no Rio de Janeiro, cidade onde desenvolveu seu primeiro trabalho fotográfico, chamado "Cores - Luz : Fragmentos televisivos". De volta a Bauru, deu aulas no Ateliê Expressão, de sua avó, e ministrou cursos de desenho, história da arte e pintura na oficina Glauco Pinto Moraes.
"A arte de Julia Filardi é plural ... seu trabalho é múltiplo, em diferentes tipos de registro, com conexões perceptíveis com as artes plásticas. A ousadia de uma completa liberdade na arte de ver é especialmente notável quando se percebe que Julia sempre se adapta para capturar o que está diante de seus olhos. ... Julia se posiciona na vanguarda da fotografia brasileira que explora corajosamente as hipóteses do visual, sem nada a ver com uma visão cosmética produtora de imagens irrelevantes: sua experiência mantem uma ligação direta com a vida e suas formas cambiantes, para as quais tem os olhos sempre abertos".
(Dirceu Villa, poeta, ensaísta e tradutor)
Desde janeiro de 2012 Julia mora em Brasília, onde estuda e ensina artes visuais, além de fazer formação em psicanálise lacaniana.